# Petr Ježek
Petr Ježek (* 28. března 1965 Praha) je bývalý český diplomat, podnikatel a politik, v letech 2014 až 2019 poslanec Evropského parlamentu, který byl zvolen jako nestraník za hnutí ANO 2011 (v lednu 2018 s ním spolupráci ukončil). V roce 2019 spoluzaložil hnutí Hlas a dva roky byl jeho místopředsedou. Dříve pracoval jako diplomat na vstupu ČR do EU a pak podnikal.

## Studium a profesní kariéra

### Studium
Vystudoval Vysokou školu ekonomickou v Praze.

### Profesní kariéra
Petr Ježek byl diplomatem Federálního ministerstva zahraničních věcí ČSFR. V roce 1992 se jako dobrovolník zúčastnil Monitorovací mise EU ve válečném konfliktu v bývalé Jugoslávii. V roce 1993 byl vyslán na velvyslanectví do Kodaně, kde se zabýval agendou EU v době půlročního dánského předsednictví v Radě EU.
Po návratu do Prahy se podílel na založení Odboru Evropské unie na Ministerstvu zahraničních věcí ČR. Jako vedoucí jeho politického oddělení a později i jako evropský korespondent MZV se v letech 1993–1996 spolupodílel na vzniku a prohlubování strukturovaného politického dialogu EU a k ní přidružených zemí.
V období zásadních jednání a rozhodnutí o zahájení rozhovorů o členství a budoucnosti EU působil v letech 1996 – 1999 na Misi ČR při EU v Bruselu jako politický rada, poté jako vedoucí politického oddělení a zástupce vedoucího mise. Vedle posilování vztahů ČR a EU a jednání o přistoupení se po dobu svého působení v diplomacii věnoval vývoji Unie a zabýval se mezivládními konferencemi k revizi jejích zakládajících smluv.
V roce 1999–2001 působil na MZV jako ředitel Odboru politických vztahů s EU. Účastnil se jednání o přistoupení k EU a její budoucí podobě v Bruselu a hlavních městech členských zemí. V roce 2001 byl jmenován vrchním ředitelem sekce MZV, která byla centrem a koordinačním místem evropských záležitostí v ČR. Tam se podílel zejména na přípravách členství a jednání o přistoupení a komunikační strategii. Působil také ve funkci místopředsedy a v nepřítomnosti státního tajemníka předsedal zasedáním Výboru pro evropskou integraci složeného ze všech ministerstev, který pravidelně jednal o vnitřních a vnějších otázkách začleňování ČR do Unie.
V letech 2003–2004 pracoval na Úřadu vlády ČR jako ředitel Sekce předsedy vlády Vladimíra Špidly, v níž byly sloučeny všechny odbory a další útvary premiéra. Pokračovala tak i jeho účast v delegacích ČR na zasedání Evropské rady a na jednání s nejvyššími představiteli zemí a institucí Unie.
Po odchodu Vladimíra Špidly z funkce premiéra odmítl nabídky na vysoké funkce na Úřadu vlády ČR a ve státní správě a odešel do soukromého sektoru, založil v lednu 2005 společně s Pavlem Teličkou a společností Becker & Poliakoff poradenskou společnost BXL Consulting s.r.o. . Vzhledem ke kandidatuře ve volbách do Evropského parlamentu v roce 2014 byla činnost firmy koncem roku 2013 ukončena. Společnost měla kanceláře v Praze a Bruselu a zaměřovala se především na poradenství v evropských záležitostech.

## Politická kariéra

### Evropský parlament (2014 - 2019)
Ve volbách do Evropského parlamentu v roce 2014 kandidoval jako nestraník na 2. místě kandidátky hnutí ANO 2011 a byl zvolen s počtem 5 301 preferenčních hlasů (tzn. 2,16 %). V Evropském parlamentu byl součástí frakce Aliance liberálů a demokratů pro Evropu (ALDE) a působil v Hospodářském a měnovém výboru (ECON) - zde byl zástupcem koordinátora své frakce - a ve Výboru pro občanské svobody, spravedlnost a vnitřní věci (LIBE) a průběžně v dalších 5 výborech, včetně Zvláštního výboru pro terorismus (byl i zpravodajem své frakce k protiteroristické směrnici EU). Byl jedním ze dvou zpravodajů Vyšetřovacího výboru pro prošetření údajných porušení a nesprávného úředního postupu při uplatňování právních předpisů Unie v souvislosti s praním peněz, vyhýbáním se daňovým povinnostem a daňovými úniky (vyšetřování nepravostí z tzv. panamských dokumentů a obdobných odhalení - PANA). Poté byl zvolen předsedou Zvláštního výboru pro finanční trestné činy, vyhýbání se daňovým povinnostem a daňové úniky (TAX3). V tomto výboru předsedal jeho zasedáním včetně 34 veřejných slyšení s ministry, komisaři, experty, představiteli bank, firem vč. Google, Facebook, Nike nebo McDonald a dalšími účastníky. Předsedal také jednáním koordinátorů politických skupin, na nichž se hledala shoda na programu činnosti výboru. Vedl zahraniční mise do zemí, které byly nejvíce relevantní z hlediska práce výboru - USA, Ostrov Man, Lotyšsko, Estonsko a Dánsko.
Po celou dobu svého mandátu byl předsedou Delegace pro vztahy s Japonskem a mj. předsedal parlamentnímu výboru EU-Japonsko a vedl jednání delegace EP s japonskými zákonodárci, ministry a představiteli průmyslu a obchodu. Byl jediným poslancem EP, který zároveň předsedal výboru a delegaci pro zahraniční vztahy.
Byl zpravodajem EP ke dvěma zprávám (z toho jedné legislativní) a zpravodajem frakce ALDE (tzv. stínový zpravodaj) ke 30 zprávám (z toho 24 legislativním). Jako zpravodaj vypracoval a dojednal 13 stanovisek, jako stínový zpravodaj se podílel na 39 stanoviscích. Účastnil se 75 závěrečných jednání mezi institucemi EU o konečné podobě legislativy (tzv. trialogů), na níž pracoval jako zpravodaj frakce nebo EP. Účastnil se 99,71% (10.222) jmenovitých hlasování pléna EP, což byla 6. nejvyšší účast v parlamentu, nejvyšší z ČR.
Renomovaným nezávislým analytických serverem Vote Watch byl vyhodnocen jako 20. nejvlivnější poslanec ze 751 poslanců Evropského parlamentu (2. z ČR).
O jeho aktivitách často referovala evropská i světová média, v některých letech to byly stovky a stovky článků a dalších informací, včetně rozhovoru v Le Monde či citací v The New York Times (česká média se na počtu podílela zhruba čtvrtinou).
V hnutí ANO se spolu s Pavlem Teličkou pokoušel o vrácení hnutí k hodnotám, které si kladlo za cíl prosazovat ve svých začátcích. Jednali s předsedou hnutí Andrejem Babišem a před sněmovními volbami v roce 2017 zaslal Petr Ježek dopis předsednictvu hnutí, v němž vyzýval k odmítnutí případné spolupráce s komunisty a extrémisty. Po odchodu Pavla Teličky z hnutí ANO Petr Ježek oznámil založení Demokratické evropské platformy, která si kladla za cíl rozvíjet liberální demokracii a zakotvit Českou republiku co nejhlouběji v Evropské unii, tedy na Západě. Jeho aktivita však zůstala v hnutí osamocena.
V lednu 2018 oznámil, že končí spolupráci s hnutím ANO s ohledem na změnu kurzu hnutí a konkrétně pro podporu prezidentské kandidatury Miloše Zemana ze strany hnutí a spolupráci hnutí s komunisty a extremisty.
V únoru 2019 oznámil, že s Pavlem Teličkou a dalšími zakládá nové politické hnutí HLAS, za něž bude i kandidovat ve volbách do Evropského parlamentu v květnu 2019. Na kandidátce figuroval na 2. místě, ale hnutí Hlas získalo pouze 2,38% hlasů, což bylo sice nejvíce z neparlamentních formací, ale na vstup do EP to nestačilo. Jako europoslanec tak skončil. V červnu 2019 byl zvolen místopředsedou hnutí HLAS. O dva roky později na funkci rezignoval a ukončil své členství v hnutí HLAS.
V roce 2020 byl vyznamenán Řádem vycházejícího slunce, zlaté paprsky s nákrční stuhou za přínos s posílení vztahů mezi Japonskem a EU.